# Rhopalocarpus undulatus
Rhopalocarpus undulatus là một loài thực vật có hoa trong họ Sphaerosepalaceae. Loài này được Capuron miêu tả khoa học đầu tiên năm 1962.